# Schizocosa malitiosa
Schizocosa malitiosa là một loài nhện trong họ Lycosidae.
Loài này thuộc chi Schizocosa. Schizocosa malitiosa được Albert Tullgren miêu tả năm 1905.